# Ampeg

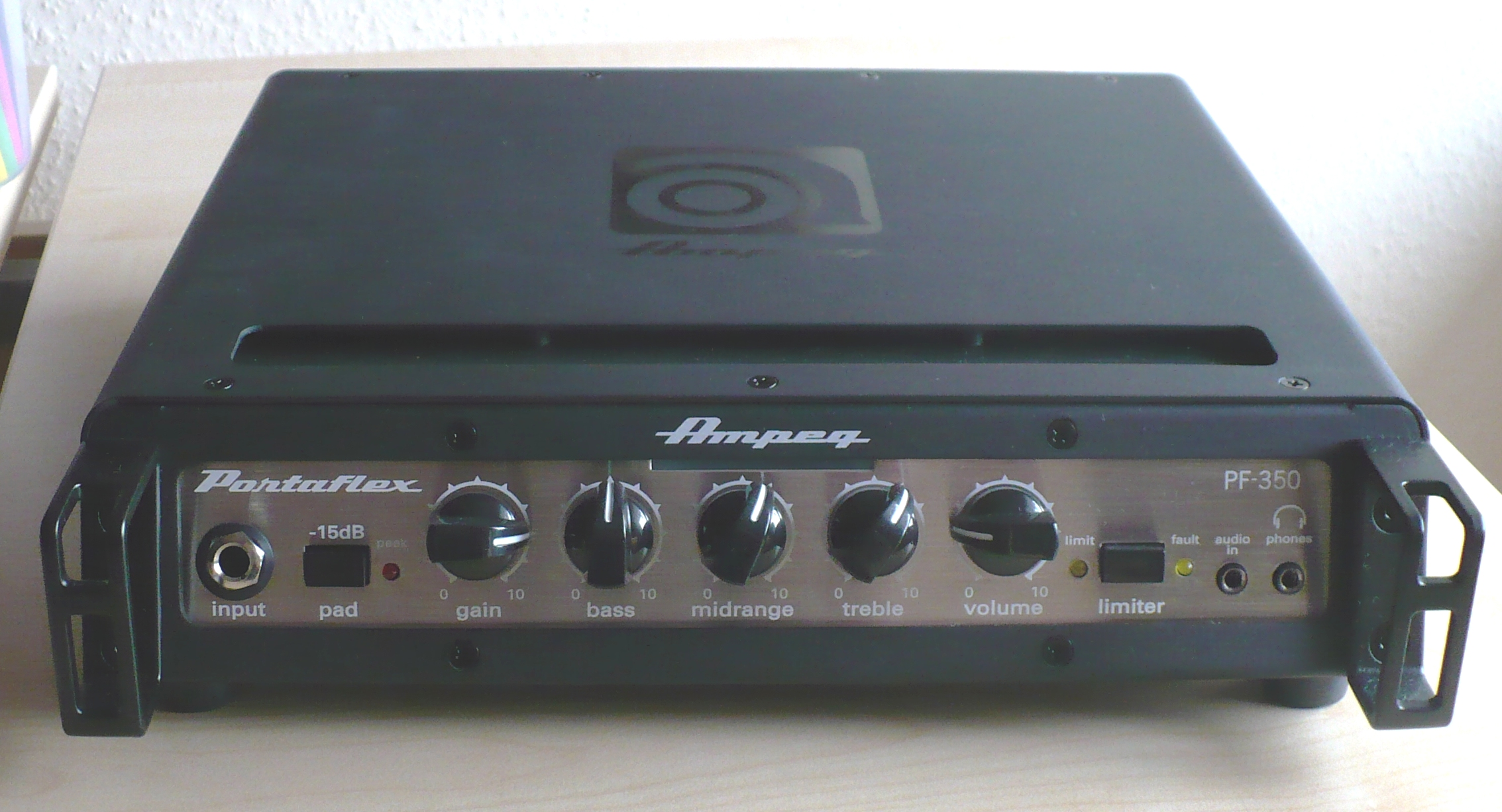
Ampeg Portaflex PF 350 Head

Ampeg — американский производитель усилителей для бас-гитар. Расположена в Водинвиле, штат Вашингтон. Основана в 1946 году. 
Один из флагманских продуктов компании — бас-гитарный усилитель Ampeg SVT мощностью 300 Вт, разработанный в 1969 году и производимый до сих пор.
Оборудование этой компании использовали Клифф Бёртон, Билли Шихэн, Шаво Одаджян, Роберт Трухильо, Марк Хоппус, Том Арайа, Лес Клэйпул, Гизер Батлер, Виталий Дубинин.